# Erik Schlopy
Erik Schlopy (nacido el 31 de agosto de 1972 en Buffalo, Estados Unidos) es un esquiador retirado que ganó 1 Medalla en el Campeonato del Mundo (1 de bronce) y 2 podiums en la Copa del Mundo de Esquí Alpino.

## Resultados

### Juegos Olímpicos de Invierno
- 1994 en Lillehammer, Noruega
  - Eslalon Gigante: 34.º
- 2002 en Salt Lake City, Estados Unidos
  - Eslalon: 13.º
- 2006 en Turín, Italia
  - Eslalon Gigante: 13.º

### Campeonatos Mundiales
- 2001 en Sankt Anton am Arlberg, Austria
  - Eslalon: 21.º
- 2003 en St. Moritz, Suiza
  - Eslalon Gigante: 3.º
  - Eslalon: 15.º
- 2005 en Bormio, Italia
  - Eslalon Gigante: 17.º

### Copa del Mundo

#### Clasificación general Copa del Mundo
- 1992-1993: 137.º
- 1993-1994: 122.º
- 1999-2000: 76.º
- 2000-2001: 15.º
- 2001-2002: 63.º
- 2002-2003: 29.º
- 2004-2005: 54.º
- 2005-2006: 46.º
- 2007-2008: 107.º

#### Clasificación por disciplinas (Top-10)
- 2000-2001:
  - Eslalon Gigante: 3.º